# Enter the Haggis
Gli Enter the Haggis (nome talvolta abbreviato come ETH) sono un gruppo musicale canadese che suona world music e musica celtica. Il gruppo si forma a Toronto nel 1996 e predilige fare concerti in tutto il mondo.

Il loro nome letteralmente significa "Fate entrare l'Haggis".

I fan amano farsi chiamare Haggis Head.
La loro etichetta è la Firebrand Entertainment.

## Membri del gruppo

### Brian Buchanan
Voce solista, violino tipo fiddle, chitarra acustica, tastiere, pianoforte.
Nato ad Ottawa, Ontario.
Influenze: qualsiasi musica.

### Craig Downie
Voce solista, great highland bagpipe, chitarra acustica, tin whistle, scacciapensieri
Nato a Glasgow in Scozia.
Influenze: The Beatles, Led Zeppelin, Early Genesis, Martyn Bennett.

### Trevor Lewington
Chitarra elettrica, chitarra acustica, voce.
Nato a Toronto nell'Ontario.
Influenze: Jag Tanna, The Edge, David Gilmour.

### Mark Abraham
Basso, voce.
Nato ad Hamilton nell'Ontario.
Influenze: Tony Levin, Brian Minato (Sarah McLaughin), ecc.
Nel 2023 viene sostituito da Caroline Browning.

### James Campbell
Percussioni, batteria.
Nato a Sault S.te Marie nell'Ontario.
Preferenze musicali: Dream Theater, Steven Wilson, ecc.
Nel 2010 viene sostituito da Bruce Mac Carthy, nel 2023 sostituito viene sostituito a sua volta da Tom Barraco.

### Rose Baldino
Violino tipo fiddle, coro.
Membro del gruppo dal 2022.

## Discografia
- Let the wind blow high, 1998.
- Aerials, 2001.
- Live!, 2002
- Live at Lanigan's Ball DVD, dicembre 2003
- Casualties of Retail, ottobre 2005
- Soapbox Heroes, luglio 2006
- Northampton, maggio 2007
- Gutter Anthems, marzo 2009
- Live At The Real Room, DVD, dicembre 2009
- Whitelake, ottobre 2011
- The Modest Revolution, marzo 2013